# 디노미네이션

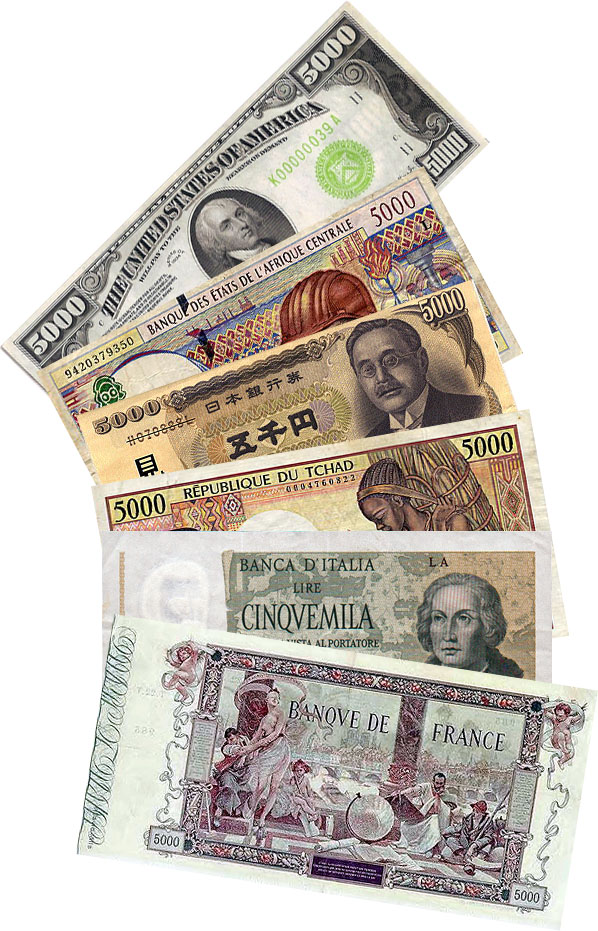
액면 표시가 5000인 각 나라의 지폐.

화폐 단위(貨幣單位, 영어: denomination 디노미네이션[*])는 보통 동전이나 지폐에 대한 통화 금액의 단위를 나타내는 말이다. 디노미네이션은 기프트 카드와 같은 다른 결제 수단과 함께 사용할 수도 있다. 이를테면 5유로는 5유로 지폐의 디노미네이션과 맞먹는다. 이 용어는 화폐 개혁이나 리디노미네이션이라는 용어와 혼용해서 사용하기도 한다.

## 하위단위와 상위단위
통화에서는 일반적으로 기본이 되는 단위가 있으며, 기본 단위의 일부는 하위단위 (subunit, 서브유닛)이라고 한다. 일부 국가에는 여러 단계의 하위 단위들이 있다. 오스만 제국에서 1리라 = 100쿠루쉬 = 4000파라 = 12000악체이다. 과거에 하위단위를 사용했던 일부 통화들은 더 이상 이러한 단위를 사용하지 않기도 하는데, 그 이유는 인플레이션이 하위단위를 쓸모없게 만들었기 때문이다. 저명한 예로 일본 엔이 있으며 과거에는 100센이나 1000린으로 분리되었다. 두 하위단위는 1953년을 끝으로 본위 화폐로서의 자격을 잃게 되었다.

## 명칭의 선택
파운드, 리라, 밧과 같이 무게 단위와 함께 단위를 명명하는 것이 일반적이다. 대부분의 경우 이러한 통화들은 처음에 일부 귀금속의 양으로 정의되었다. 다른 선택사항으로는 정치적 실체의 파생 형태를 사용하는 것이다. 아프가니스탄 아프가니와 유럽의 유로는 이 분류에 속한다. 이러한 이름은 단순히 금속의 동전 주조에 들어간 금속의 이름이 되기도 하는데, 이를테면 폴란드 즈워티(금), 베트남 동(구리), 또 지리학적 기원으로 Joachimsthaler가 있다.

## 같이 보기
- 액면 금액
- 화폐 개혁
- 리디노미네이션